# Janesville (Wisconsin)
Janesville – miasto w Stanach Zjednoczonych w stanie Wisconsin nad rzeką Rock River w hrabstwie Rock, 59,5 tys. mieszkańców (spis ludności z 2000 roku).
Miasto zostało założone w 1835 i nazwana na cześć jednego z pierwszych osadników Henry’ego Janesa.
W Janesville urodził się Paul Ryan, amerykański polityk, kongresman.